# Episodi di Harley Quinn (quarta stagione)
La quarta stagione della serie animata Harley Quinn è stata pubblicata sul servizio streaming Max dal 27 luglio 2023 al 14 settembre 2023.
| n. | Titolo originale                                                           | Pubblicazione USA |
| -- | -------------------------------------------------------------------------- | ----------------- |
| 1  | Gotham's Hottest Hotties                                                   | 27 luglio 2023    |
| 2  | B.I.T.C.H.                                                                 | 27 luglio 2023    |
| 3  | Icons Only                                                                 | 27 luglio 2023    |
| 4  | The First Person to Come Back from a Business Conference Without Chlamydia | 3 agosto 2023     |
| 5  | Getting Ice Dick, Don't Wait Up                                            | 10 agosto 2023    |
| 6  | Metamorphosis                                                              | 17 agosto 2023    |
| 7  | The Most Culturally Impactful Film Franchise of All Time                   | 24 agosto 2023    |
| 8  | Il Buffone                                                                 | 31 agosto 2023    |
| 9  | Potato Based Cloning Incident                                              | 7 settembre 2023  |
| 10 | Killer's Block                                                             | 14 settembre 2023 |